# Іванов Володимир Іванович (генерал-лейтенант)
Володимир Іванович Іванов (нар. 1922, село Судилово, тепер Кологривського району Костромської області, Російська Федерація) — радянський військовий діяч, командувач 8-ю танковою армією Прикарпатського військового округу, генерал-лейтенант танкових військ. Депутат Верховної Ради УРСР 9-го скликання.

## Біографія
Народився у селянській родині.
У Червоній Армії з 1940 року. У 1941 році закінчив Саратовське танкове училище.
Учасник радянсько-німецької війни з 1941 року. Командував танковим взводом, 25-м гвардійським танковим полком 37-ї гвардійської танкової бригади.
Член ВКП(б) з 1943 року.
Після війни продовжив службу в Радянській Армії. Закінчив із золотою медаллю Військову академію бронетанкових і механізованих військ.
Служив заступником командувача армії Далекосхідного військового округу.
Закінчив із золотою медаллю Військову академію Генерального штабу Збройних Сил СРСР.
У 1970 — травні 1972 р. — 1-й заступник командувача Північною групою військ (Польща).
У травні 1972 — грудні 1975 р. — командувач 8-ю танковою армією Червонопрапорного Прикарпатського військового округу.
У грудні 1975 — вересні 1979 р. — 1-й заступник командувача військами Північно-Кавказького військового округу.
Потім — у відставці.

## Звання
- генерал-майор танкових військ
- генерал-лейтенант танкових військ (8.11.1971)

## Нагороди
- орден Леніна
- орден Олександра Невського
- два ордени Червоного Прапора
- орден Вітчизняної війни 1-го ст. (6.04.1985)
- медалі
- почесний громадянин міста Каховки (1985)